# Fosfofructoquinasa-1
La fosfofructocinasa-1 o fosfofructoquinasa-1 (PFK-1, de phosphofructokinase-1) (EC 2.7.1.11) es la principal enzima reguladora de la glucólisis. Es una enzima alostérica compuesta de cuatro subunidades y controlada por varios activadores e inhibidores. La PFK-1 cataliza la fosforilación de la fructosa-6-fosfato con gasto de una molécula de ATP para formar fructosa-1,6-bisfosfato y ADP.
| β-D-fructosa 6-fosfato | Fosfofructocinasa 1       | Fosfofructocinasa 1 | β-D-fructosa-1,6-bisfosfato |
|                        |                           |                     |                             |
| ATP                    | ADP                       |                     |                             |
|                        |                           |                     |                             |
| Pi                     | H2O                       |                     |                             |
|                        |                           |                     |                             |
|                        | Fructosa-1,6-bisfosfatasa |                     |                             |

Esta reacción tiene un cambio en la energía libre de –14,2kJ/mol, por lo que es irreversible. Este paso está sujeto a una regulación extensiva ya que no solamente es irreversible, sino que también el sustrato original está forzado a proceder hacia la ruta glicolítica luego de este paso. Esto sigue a un control preciso de la glucosa y otros monosacáridos, galactosa y fructosa, hacia la ruta de glucólisis. Antes de esta reacción enzimática, la glucosa-6-fosfato puede viajar potencialmente hacia la ruta de la pentosa fosfato o ser convertida en glucosa-1-fosfato y polimerizada en la forma de almacenamiento Glicógeno.